# Порфирьев, Василий Алексеевич
Василий Алексеевич Порфирьев (31 декабря 1906, Тюмень — 1986, Ишим) — Заслуженный мастер спорта СССР, Заслуженный тренер СССР по спортивной гимнастике (Ишим, ДЮСШ). Почетный гражданин города Ишима, судья республиканской категории. Директор детской спортивной школы.

## Биография
Родился в городе Тюмени. После профтехучилища работал помощником слесаря на заводе «Победа». Далее комсомол командировал его в Свердловск на курсы инструкторов физкультуры. После службы в рядах Красной Армии, с 1925 года Василий Алексеевич Порфирьев посвятил себя педагогической деятельности в городе Ишиме.
Совсем мальчишкой, учеником начальной школы в Тюмени, он был поражён эффектными выступлениями гимнастов и акробатов на цирковой арене. В подростковый период внимательно следил за комбинациями, что выполняли спортсмены гимнастического общества «Сокол», и стремился повторить всё увиденное перед товарищами. Заветному желанию заниматься спортом не смогло помешать ничто, даже последствия серьёзного простудного заболевания.
В молодости он был перспективным гимнастом и лыжником.
Курсантом объединённой Татаро-Башкирской военной школы Порфирьев участвовал в трёхдневном лыжном переходе Казань — Ульяновск. После него заболел; в результате — скованность позвоночника. Курс реабилитации проходил в Москве в одной клинике с Николаем Островским. Из воспоминаний Василия Алексеевича Порфирьева:
...Всегда стоит передо мной образ Павла Корчагина – коллеги по болезни.  Я видел Островского, одни врачи нас лечили. И вот образ его зовёт на борьбу с болезнью, которая хотя теперь и медленнее, но продолжает сковывать... Пусть я буду скован окончательно – в будущее смотрю смело... На пользу Родине буду работать на своём маленьком поприще до последнего дыхания...
Это слово Василий Порфирьев сдержал, более тридцати лет возглавляя своё детище — Ишимскую детскую спортивную школу. Был активным сторонником здорового образа жизни. Сам готовил длительные лыжные переходы и принимал в них участие.
Начав в 1930 годах работать преподавателем физкультуры в 31-й школе станции Ишим, уже через четыре года он смог подготовить команду гимнастов, ставших победителями на областном гимнастическом празднике. В 1940 году в залинейной части города открылась новая школа № 113. По распоряжению отдела школ Омской железной дороги Василий Алексеевич был переведён работать учителем физкультуры сюда. А с началом Великой Отечественной войны по собственной инициативе принял на себя должность руководителя военной подготовки.
13 сентября 1942 года В. А. Порфирьев был утверждён в должности директора детской спортивной школы станции Ишим. Спортивная школа занимала небольшое помещение с низким потолком на втором этаже 113-й школы, оборудованное под спортивный зал.
В мартовском номере «Комсомольской правды» за 1944 год — уже через несколько месяцев после открытия спортивной школы — было написано о тренере-учителе В. А. Порфирьеве и его учениках. Журналист Михаил Бударин так объяснял появление публикации:
…В редакции «Комсомолки» скопилась целая пачка писем с фронтов, в которых командиры и политработники писали: в нашей дивизии, в нашем полку геройски и умело воюют такой-то снайпер или такой-то разведчик из сибирского городка Ишима. А воспитал этого героя-орденоносца… некий  Порфирьсв. Напишите об этом человеке.
Весь материал о спортивной школе Порфирьева журналист озаглавил «Школа мужества», а завершалась публикация призывом:
Занимайтесь спортом, как ишимские школьники!
Среди порфирьевцев много фронтовиков, прошедших под руководством Василия Алексеевича и курс начальной военной подготовки, который он вёл с сентября 1941 года. Среди самых громких имён в этом списке значатся Герой Советского Союза Иван Горчаков и Герой Социалистического Труда Василий Бахилов.
Из воспоминаний участника Великой Отечественной войны Станислава Рыдзевского:
Каким он был, наш учитель? Каким остался в нашей памяти? Добрый и строгий. Серьёзный и улыбчивый. Требовательный и оптимистичный. Душевный человек. Дети к нему тянулись, чувствуя ауру его обаяния, заряжаясь его энергией, желанием деятельности, обогащая свой маленький жизненный опыт его глубоким знанием жизни…
Зла не держал. Обиды не таил. Был отходчив. Не впадал в пессимизм. Никто никогда не видел его скучным, мрачным. В заботах — да! Любил дисциплину и порядок. Мог пошутить.
Каждый день он совершал маленький подвиг. Несмотря на тяжёлую болезнь поднимался с постели и шёл к людям, неся им радость и душевную теплоту. В общении с ними он черпал свою жизненную силу. В служении им он видел цель своей жизни.
Василий Алексеевич прожил 80 лет! В его благородном долгожительстве физкультура и спорт сыграли решающую роль. Он всегда был энергичен, вел за собой тысячи людей, увлеченных его подвижническим образом жизни. Воспитывая нас физически здоровыми, незаметно для нас формировал характер, высокую нравственность. Характер людей, для которых высшим идеалом было служение Родине, Народу.  Мы с честью пронесли по жизни его уроки!
Во время войны под его началом стали заниматься два ишимских паренька — Боря Шахлин и Коля Аникин. Борис Шахлин впоследствии прославил страну в спортивной гимнастике, завоевав на Олимпийских играх 7 золотых медалей. А Николай Аникин преуспел в лыжном спорте, став олимпийским чемпионом в эстафете. И хотя наставник из-за болезни не мог показать даже простейших упражнений на каком-либо гимнастическом снаряде, но умел так растолковать, что ученики понимали его с полуслова.
В 1950 годах в распоряжении школы появился уже большой спортивный зал с раздевалками и комнатой для тренеров. Вместе с Василием Алексеевичем ребят тренировали его воспитанники В. А. Морев, И. А. Геложина, Г. А. Аксёнов. Перед входом в спортивный зал висели портреты выпускников, которые навсегда связали свою жизнь со спортом. Среди них было много фотографий тех, кто в 1946—1948 гг. побеждали на Всесоюзной спартакиаде школ железнодорожного транспорта: Е. Резунов, Н. Иванова, Т. Анненко, Б. Ланской, В. Косинцев, Ф. Иванова, Н. Гуменюк, Н. Филиппов, Л. Артюхова, В. Соловьева и другие.
По воспоминаниям воспитанников Василия Алексеевича, он учил вдумчиво относиться к делу. Каждый из них до сих пор помнит напутственные слова Учителя:
Перед тем, как подойти к снаряду, мысленно повтори всё упражнение, обдумай нюансы, обрати внимание на сложные элементы.
Из книги заслуженного мастера спорта по спортивной гимнастике Бориса Шахлина «Путь к пьедесталу»:
Первый тренер подобен первому учителю… Новичка могут впечатлить сложность и красота гимнастических программ, но ни повторить, ни тем более выучить их самостоятельно он не сможет. И здесь начинается работа тренера. Именно он открывает новичку удивительный мир спортивной гимнастики, он помогает овладеть азбукой этого вида спорта. Происходит это, конечно, не сразу, а постепенно, но тем радостнее покорение очередного рубежа на пути к заветной цели — первой победе в соревновании... Мне очень повезло с учителями в спорте. Мои первые тренеры в гимнастике – Василий Алексеевич Порфирьев и Эдуард Фёдорович Рунг. Это были люди, одержимые гимнастикой, люди, умеющие пробудить в новичке живой интерес к спорту...
Школу № 113 (ныне МАОУ СОШ № 4 г. Ишима) в 40-70-е годы прошлого столетия вполне можно было бы назвать «школой Олимпийского резерва». Здесь была открыта первая в городе детская спортивная школа, организовал и руководил которой без малого 38 лет Василий Алексеевич Порфирьев — Учитель, сумевший привить любовь к спорту не одному поколению ишимских мальчишек и девчонок.
В послевоенные годы многие «порфирьевцы», окончив техникумы и институты физической культуры, продолжили дело Учителя: мастер спорта СССР, чемпионка СССР по гимнастике Вера Соловьёва; председатель Архангельского областного совета по физкультуре и спорту Лев Фильчагин; начальник отдела физической подготовки и организационно-массовой работы Алтайского краевого совета ФСО «Динамо» Игорь Иванов.
Секцию спортивной гимнастики в школе № 31 возглавляет Лидия Быкова, ею создан и процветает ныне спортивный клуб «Ласточка», где по-порфирьевски воспитывают и взращивают юных гимнасток. Показательные выступления спортсменов на городских мероприятиях — настоящий праздник. В судейском деле ей помогают многие воспитанники той легендарной школы Порфирьева во главе с Маргаритой Бердинских, его дочерью.
Василий Алексеевич со своей супругой, Валентиной Леонидовной, вырастили в любви и согласии детей: Маргариту, Александра, Галину. Помогли поставить на ноги пятерых внуков, приобщив и их к спорту. Педагогическая чета Порфирьевых прожила душа в душу пятьдесят два года.
Имя этого человека увековечено. Имя Василия Порфирьева ишимцы увековечили на мемориальной доске школы, где он трудился. Десять лет на здании школы № 4, в которой ранее находилась гремевшая достижениями на всю железную дорогу детская спортивная школа Порфирьева, красуется мемориальная доска. Одна из улиц города названа в честь Василия Алексеевича.

## Награды и звания
- Орден Трудового Красного Знамени (27.04.1957) — «за успехи, достигнутые в деле развития массового физкультурного движения в стране, повышения мастерства советских спортсменов, и успешное выступление на международных соревнованиях»
- Орден «Знак Почета» (1954)
- «Заслуженный мастер спорта СССР» присвоено в 1946 году
- «Заслуженный тренер СССР» по спортивной гимнастике присвоено в 1980 году
- Почетный гражданин города Ишима (1981)
- Ударник сталинского призыва
- Почётный железнодорожник
- Отличник народного просвещения РСФСР